# Infinitif
Pour les articles homonymes, voir Infinitif (homonymie).
L'infinitif est, avec les participes, l'une des formes non conjuguées d'un verbe ; on le définit traditionnellement comme un mode. Le terme provient du latin des grammairiens modus infinitivus.
Pour le français comme pour d'autres langues, c'est la forme infinitive du verbe qui figure dans les dictionnaires (ce n'est pas le cas pour le latin ou le grec par exemple).
L'infinitif n'existe pas dans toutes les langues, et parfois il se confond avec le verbe conjugué, comme en mandarin standard ou en pandunia. On trouve aussi des langues, comme le portugais, dont l'infinitif accepte une forme conjuguée (voir plus bas).

## Infinitif en français
Les verbes français se classent en trois groupes ; la forme de l'infinitif est le principal élément permettant de déterminer à quel groupe appartient un verbe :
- 1er groupe, l'infinitif se termine par -er (Exemples: aimer, chanter ; exception : aller) ;
- 2e groupe, l'infinitif se termine par -ir et le participe présent par -issant (Exemples: choisir, finir) ;
- 3e groupe, tous les autres.

Exemples:
- Partir, mourir
- Manger, chanter
- Croire, dire, faire
- Être, aller
- Vouloir, pouvoir
- Prendre, entendre
- Peindre, résoudre

L'infinitif s'utilise principalement comme nom verbal (Exemples: le boire et le manger) et comme verbe de proposition infinitive. Il a aussi souvent une valeur d'impératif : Prendre à droite et continuer sur 100 m.
Une faute très courante est de prendre indifféremment l'infinitif  pour le participe passé. Exemple bien connu : « Omar m'a tuer ». Or, cela change complètement le sens de la phrase, pour peu qu'on confonde a (auxiliaire du verbe avoir) et la préposition à. Dans l''expression que l'on peut trouver par exemple en bas d'une facture " à payer ", l'action non achevée est signalée par l'infinitif, et signifie que le client doit payer. Si l'on confond l'infinitif et le participe passé, et que l'on écrit " a payé ", cela signifie le contraire, l'action est achevée, le client ne doit plus rien.

## Infinitif en anglais et dans les langues scandinaves
En anglais, et dans les langues scandinaves, l'infinitif complet (« full infinitive » en anglais, par opposition à « bare infinitive ») se présente précédé d'une particule spécifique : to en anglais (to be, to have, to go = être, avoir, aller), å en norvégien (å gå = aller), at en danois (at spise = manger).

## Infinitif en grec ancien
En grec ancien, la terminaison de l'infinitif est -ειν / -ein pour la forme thématique active, -μεν / -men, -ναι / -nai ou -μεναι / -menai pour l'athématique actif, -θαι / -thai (-σθαι / -sthai si précédé d'une voyelle) pour le médio-passif.
En grec ancien l'infinitif a une connotation de l'optatif ou du subjonctif car il est utilisé pour exprimer une volonté (ou action à prendre), une opinion personnelle ou apparence observable, en complément du verbe ou en complément circonstanciel, qui en français seraient rendus par « pour + infinitif », « à + infinitif » ou la subordination en subjonctif. Ce fait démarque l'infinitif grec de son homologue latin (et en langues romanes), qui lui est dérivé du nominatif-accusatif et utilisé en tant que nom verbal. En effet son emploi est souvent plus proche du gérondif latin datif et ablatif.

## Infinitif en espéranto
En espéranto, l'infinif verbal se marque en ajoutant -i à la racine de base. Tout terme est grammaticalement susceptible de donner un ou plusieurs verbes (pour autant le verbe potentiel n'est pas nécessairement en usage).
Exemple : granda = grand ; grandi = être grand ; grandiĝi = grandir.
En espéranto, l'infinitif est utilisé sensiblement comme en français, principalement comme nom verbal et comme verbe de proposition infinitive.

## Infinitif personnel en portugais et en galicien
L'infinitif personnel est une particularité des langues portugaise, et galicienne. C'est un infinitif conjugué aux différentes personnes, qui permet de préciser le sujet.

### Portugais
En portugais, on le trouve après certaines prépositions, comme : para (pour), por (par, pour), antes de (avant), et des locutions impersonnelles comme: é preciso que (il faut que). Son emploi est obligatoire lorsque le sujet de l'infinitif diffère du sujet du verbe principal : il apporte alors plus de clarté à la phrase.
L'infinitif conjugué, aussi appelé infinitif flexionné, connaît six formes : 
| Personne     | Forme     |
| ------------ | --------- |
| 1e singulier | cantar    |
| 2e singulier | cantares  |
| 3e singulier | cantar    |
| 1e pluriel   | cantarmos |
| 2e pluriel   | cantardes |
| 3e pluriel   | cantarem  |

Exemples en portugais :
- O director pediu aos empregados para chegarem cedo (Le directeur demanda aux employés d'arriver tôt ; littéralement « le directeur demanda aux employés d'arriver-eux tôt »).
- É preciso mandarmos hoje o pagamento (Il faut qu'on envoie aujourd'hui le paiement ; littéralement « il faut envoyer-nous aujourd'hui le paiement »).

### Galicien
Le galicien connaît lui aussi l'infinitif conjugué. Par exemple :
- mañá espérote logo para merendarmos na miña casa (demain je t'attendrai pour prendre le goûter chez moi ; littéralement « pour manger-nous chez moi »)[5].